# Fàbrica i Casa Munné
La Fàbrica i Casa Munné és una obra de Capellades (Anoia) protegida com a Bé Cultural d'Interès Local.

## Descripció
Casa molí de planta rectangular sostre a doble vessant. De grans dimensions.Amb les típiques finestres distribuïdes regular i simètricament.
És la típica construcció dels molins paperers.
L'accés principal és a una de les façanes laterals llargues.
A la dovella central de la porta hi ha un escut amb data de 1765

## Història
Forma part dels molins que agafaven aigua de la bassa de Capellades.